# Ligetvári Ferenc
Ligetvári Ferenc (Veszprém, 1941. január 20.) magyar kertépítész, vízgazdálkodási szakmérnök, egyetemi tanár, az MTA doktora. Kutatási területe a mezőgazdasági környezetalakítás, a mezőgazdasági vízgazdálkodás, valamint a természet és a társadalom összhangját befolyásoló technológiák, törvényi szabályozások és ellentmondások. 1994 és 2000 között a Kossuth Lajos Tudományegyetem Mezőgazdasági Főiskolai Kar főigazgatója, 2000. június és november között környezetvédelmi miniszter. 2004 és 2006 között a Szent István Egyetem rektorhelyettese.

## Életpályája
1959-ben érettségizett, majd az Általános Épülettervező Vállalat mélyépítési tervezőjeként dolgozott. 1961-ben kezdte meg főiskolai tanulmányait a Kertészeti és Szőlészeti Főiskola kertépítészeti szakán, ahol 1966-ban szerzett kertépítészeti diplomát. 1970 és 1973 között a Budapesti Műszaki Egyetemen tanult és szerzett mezőgazdasági vízgazdálkodási szakmérnöki képesítést. Kertépítészeti diplomájának megszerzése után a Keszthelyi Agrártudományi Főiskola termelésfejlesztési intézetében kapott tudományos segédmunkatársi állást. 1969-ben a Kertészeti és Élelmiszeripari Egyetem tanársegéde lett, később megkapta adjunktusi, illetve egyetemi docensi megbízását is. Az egyetemen 1987-ig dolgozott, ekkor a keszthelyi Pannon Agrártudományi Egyetem (Georgikon) Mezőgazdaságtudományi Karán kapott tanszékvezetői kinevezést egyetemi docensi beosztásban.
1994-ben átment a Kossuth Lajos Tudományegyetem (2000-től Debreceni Egyetem) szarvasi Mezőgazdasági Főiskolai Karára, ahol a kar főigazgatójává nevezték ki. 1996-ban megkapta egyetemi tanári kinevezését. 2000-ben az önállóvá vált szarvasi Tessedik Sámuel Főiskola környezetgazdálkodási tanszékén lett egyetemi tanár. 2003-tól a gödöllői Szent István Egyetemen oktat, előbb 2004-ig a Gazdaságtudományi Kar agrár- és regionális gazdaságtani intézetében, majd ezt követően a Mezőgazdasági és Környezettudományi Kar vízgazdálkodási és meliorációs tanszékén tanít, 2006-ig tanszékvezetőként. 2004 és 2006 között az egyetem egyik rektorhelyettese volt. 2011-ben professor emeritusszá avatták. 2015 és 2016 között az Aquaprofit Zrt. ágazati igazgatója volt.
1984-ben védte meg egyetemi doktori, illetve a mezőgazdasági tudományok kandidátusi, 1996-ban akadémiai doktori értekezését. 2001-ben habilitált a Szent István Egyetemen. Az MTA Mezőgazdasági Vízgazdálkodási Bizottságának lett tagja. A bizottságnak 1996 és 2002 között alelnöke, majd 2008-ig elnöke volt. Emellett 1999 és 2002 között a Nemzetközi Öntözési és Vízrendezési Szövetség alelnöke volt. 2008-ban a Természetvédelmi Világalap elnökségi tagja. 1998 és 2000 között az Új Magyar Vidék című folyóirat szerkesztőbizottságának elnöke volt.
Tudományos munkája mellett közéleti szerepet is vállalt. 1989-ben a Magyar Szocialista Párt alapító tagja és keszthelyi alelnöke volt, de 1992-ben kilépett a pártból. Később a Független Kisgazdapárt szakértője volt, 2000 júniusában a párt jelölte az első Orbán-kormányban környezetvédelmi miniszternek Pepó Pál helyére. A kormányban vitát kavart egykori szerepvállalása az MSZP-ben, valamint konfliktusba keveredett Torgyán József kisgazda pártelnökkel, emiatt négy hónappal később felmentették tisztségéből. Turi-Kovács Béla követte ezen a poszton.

## Díjai, elismerései
- az Ukrán Tudományos Akadémia tiszteletbeli doktora (2000)
- Pázmány Péter-díj (2007)
- Oroszlány István-díj (2018)

## Főbb publikációi
- Kultúrtechnika (1971)
- Öntözőtelepek tervezése (1972)
- Csöpögtető öntözés (1980)
- Vízgazdálkodás (1984)
- Cseppenkénti öntözés hatása a szőlőre (1987)
- Táj- és kertépítészeti vízgazdálkodás (1988)
- Management of farm irrigation systems (társszerző, 1990)
- Novel method for scheduling irrigation in maze (1992)
- Növények vízellátása vízpotenciál és -stressz alapján (1993)
- Földméréstan és térképészeti alapismeretek (szerk., 1998)
- Környezetünk és védelme (1999–2000)
- Irrigation water management transfer in countries with transition economy (2005)
- Felmelegedés és vizeink (2006)
- Magyarország környezetgazdálkodás-története (2006)
- Internet alapú öntözésvezérlés (2006)
- The Beginning of Modern Water Management in Hungary (2015)
- Települési vízgazdálkodás, csapadékvíz-elhelyezés (2015)